# Željko Reiner
Željko Reiner, hrvaški zdravnik, pedagog, politik in akademik (član HAZU), * 28. maj 1953, Zagreb.
Reiner je predavatelj na Medicinski fakulteti v Zagrebu; je član Hrvaške akademije znanosti in umetnosti.
V letih 1998−2000 je bil minister za zdravstvo Hrvaške, od konca decembra 2015 do oktobra 2016 predsednik Sabora itd.